# 大众日报
《大众日报》是中共山东省委机关报，创刊于1939年1月1日。该报是中国连续出版时间最长的党报，也是华北地区发行量第一的党报。

## 简介
《大众日报》以“立足山东、面向全国、辐射亚洲、走向世界”为宗旨，在每日8个新闻版的基础上，设有“大众周末”、“社会周刊”、“大众书画”等十几种副刊及专版。《大众日报》以时事评论、舆论监督为特色，突出典型报道、增强深度报道，翔实、准确、权威，在全国报界具有广泛的影响。
《大众日报》创刊至今更换过七次报头，现今的《大众日报》报头于中共47年（1968年）1月开始使用。与绝大部分党报相同，大众日报的政治立场是强硬的，偏向于中国特色社会主义。2018年，报纸入选2017年全国百强报纸推荐名单。
大众日报拥有雄厚的采编力量，他们多次在中国新闻奖、范长江新闻奖、韬奋奖等国家级奖项中获得荣誉，度在全国省报编校质量抽查评比中获优胜奖。
《大众日报》旗下拥有子报《农村大众》，亦出版美洲、非洲、印尼海外版，并与《香港商报》、《国际日报》合作推出山东专版。大众日报也通过Dazhong.com、大众日报手机应用（Android、iOS、Windows Phone/UWP）、SNS平台（微博、微信、Facebook、Twitter等）提供服务。
该报隶属大众报业集团（即大众日报社），属下刊物包括《齐鲁晚报》、《经济导报》、《生活日报》、《鲁中晨报》、《半岛都市报》、《城市信报》（已停刊，更名为青岛西海岸报）、《蓝色快报》等18份报纸，《青年记者》、《今参考》等5份杂志，拥有大众网（山东省新闻综合门户网站）以及齐鲁手机报、齐鲁手机杂志等网络媒体；另有图书出版部（前身为大众日报出版社）、音像出版部（前身为大众音像出版社）、大众日报印刷厂（大众华泰印务公司）等多个部门，且持有中国广电山东公司28%的股份。

## 历史
1939年1月，《大众日报》创刊，当时为中共中央山东分局机关报。
1945年，中共中央华东局成立，《大众日报》为中共中央华东局机关报。
1949年3月，中共中央华东局南下，山东分局成立，《大众日报》改为中共中央山东分局机关报，并于1949年4月1日由解放区农村迁至济南出版，同时为中共济南市委机关报。
1954年8月，中共中央山东分局撤销，山东省委员会成立，《大众日报》遂改为山东省委机关报至今。
1990年1月开始，《大众日报》启用激光照排系统。
1993年5月1日起，《大众日报》开始每日以彩色印刷，同时第一次改版，并扩版至对开8版（后扩版至12版）。
1995年3月，《大众日报》电子版与上海的《解放日报》、广州的《广州日报》电子版共同开始发行，当时通过新加坡的亚洲网（AsiaOne）提供服务。
1996年7月28日，《大众日报》推出对开4版的计算机副刊《电脑特刊》，每周三利用《大众日报》的9～12版出版。第九版为业界要闻版，介绍电脑、电子通信、家电等行业最新动态。第十版为技术交流版，介绍电脑发展的最新技术和实用操作知识。第十一版为电脑文化版，介绍与电脑相关的社会动态，内容通俗易懂。第十二版为家用电器/电信版，介绍家电、电信方面的技术、知识。《电脑特刊》1997年发行量近50万份，发行覆盖整个山东省及河北、河南、江苏、安徽等周边省份，全国其它省份及国外（港澳、马来西亚、新加坡、日韩）也有一定的订户。读者包括机关干部、企事业单位工作人员及个人订户。
1998年3月1日开始，逢星期日出版的《大众日报》改版为《大众日报星期刊》，由改版前的8版扩版至48版。同年5月，大众日报电子版改由山东省电信局托管，并更换域名。
1999年3月，大众日报社搬入济南市历山路114号的山东新闻大厦办公。
2000年9月28日，《大众日报·电脑副刊》独立出版，并改名《大众电脑报》，分为新闻版块、软件频道、硬件社区、服务在线和网络空间五个部分，内容以实用知识为主，兼顾业界新闻及市场分析。现已暂停出版。
2004年3月16日，《大众日报》开始大规模改扩版，确立“办政经大报、建信息超市”、“新闻强报、特色立报、以人为本做新闻”的办报理念；改用通栏报头、横排标题及简约通透的版式设计；新办8个地方版、7个行业版。
2008年1月1日，《大众日报》更换报头。
2014年3月16日，《大众日报》再次改扩版，增加新闻图表的使用，重点发力深度报道和专栏内容，并调整板块设置。
2020年1月1日，报头小幅更换为现今使用的版本。

## 栏目设置
- 通常版（周一至周日）
  - 头版
  - 要闻
  - 时事
  - 山东
    - 蹲点调查（不定期出版）

  - 国内/国际
  - 理论（逢周二出版）
  - 言论
  - 财经
  - 文化
  - 全媒（逢周五出版）
  - 周末人物（逢周五出版）
  - 大众书画（逢周六出版）
  - 大众摄影（逢周日出版）
  - 丰收（副刊，逢周日出版）
  - 专题报道
  - 专版（一般为政府或企事业单位赞助的收费报道或文章式广告）
  - 镇域传真（同上）
  - 全版广告（商业/政治/公益广告）
  - 分类广告
    - 挽词（讣告/泣谢/追思）
- 地方版（逢周一至五出版，山东省内济南、青岛、淄博等16地市及省外3县市（兰考、徐州、连云港））

### 已停止或暂停出版
- 通常版（周一至周六）
  - 文娱·体育（逢周一至五出版）
  - 青春（逢周三出版）
  - 读者（逢周四出版，2019年底停止出版）
  - 现在（副刊）
- 大众日报星期刊（周日出版）
  - 头版
  - 要闻
  - 山东
  - 天下
  - 文化
  - 娱乐
  - 体育
  - 周末广场
    - 深读周刊
    - 社会周刊
    - 想法
    - 国际视线
    - 韩国心跳
    - 财经周刊
    - 一周娱乐
    - 消费周刊
    - 时尚·设计
    - 数码空间
    - 交通周刊

  - 星期副刊
  - 分类广告

## 报社人物
陈楚（总编辑，1939年—？）
辛锐（？，1939年—？）
刘爱芝（记者，1941年—1945年）

## 相关链接
- 大众日报 （页面存档备份，存于）
- 大众日报的新浪微博